# سكودو إيطالي

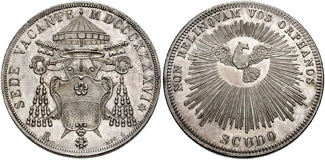

السكودو (بالإيطالية: scudo، والجمع: سكودي scudi) هو اسم عدد من العملات التي جرى تداولها في إيطاليا حتى القرن التاسع عشر. اشتق اسمه من الكلمة اللاتينية سكوتم (scutum) وتعني «درع»، مثله في ذلك مثل الإيكي (écu) في فرنسا، والإسكودو (escudo) في كل من إسبانيا والبرتغال.
استخدم اسم «سكودو» في إيطاليا منذ القرن السادس عشر الميلادي للإشارة إلى عملات فضية كبيرة كانت تتراوح أحجامها بين الدول المختلفة.
ضُرب أول سكودو فضي (بالإيطالية: scudo d'argento) بميلانو في عهد كارلوس الخامس، وفي عهد ماريا تيريزا وابنها جوزيف الثاني بلغ وزن السكودو الفضي 23.10 جرامًا، وبلغ نقاؤه 896/1000. وفي مملكة لومبارديا فينيشيا (تحت سيطرة الإمبراطورية النمساوية إبان حكم آل هابسبورغ) كانت قيمة السكودو اللومباردي-البندقي تعادل قيمة عملة الإمبراطورية الرومانية المقدسة الفضية المسماة بالكونفنسيونستالر (بالألمانية: Konventionstaler)، وكان ينقسم إلى ست ليرات.

## الاستخدام المعاصر
في الجزء الثاني من فيلم العراب كان بعض المهاجرين المتحدثين بالإيطالية ـ مثل السنيور روبيرتو (قام بدوره الممثل الإيطالي ليوبولدو تريستي) ـ يستخدمون كلمة «سكودو» عوضًا عن كلمة «دولار».